# Boulenouar
Boulenouar este o comună din Regiunea Dakhlet Nouadhibou, Mauritania, cu o populație de 1.268 locuitori.